# Superlåg frekvens
Superlåg frekvens (SLF; engelska: Super low frequency) är ITU-beteckningen för radiofrekvenser (RF) i intervallet 30 Hz och 300 Hz, med motsvarande våglängder från 10 000 till 1 000 km.